# Вівсянка сіроголова
Вівсянка сіроголова (Emberiza fucata) — вид горобцеподібних птахів родини вівсянкових (Emberizidae).

## Поширення
Ареал розмноження простягається від Гімалаїв локально по всьому Китаю до південно-східного Сибіру, Кореї та північної Японії. Північні птахи мігрують на південь, зимуючи на півдні Японії, півдні Китаю, Тайвані, північно-східній Індії, Бангладеш та Південно-Східній Азії. Його природним середовищем існування є помірний пояс трав'янистих степів і чагарників, поблизу води та полів.

## Опис
Дрібний птах, завдовжки 16 см і вагою від 14 до 21 грам. Оперення переважно буре з темними смужками. Самець має сірувату корону і потилицю з темними смужками, коричневими вушними покривами та чорно-коричневими смужками на грудях. На плечах є червонуватий наліт, а хвіст також червонуватий. Самиці схожі на самців, але блідіші з чіткішим малюнком голови та менш чіткими грудьми.

## Підвиди
- Emberiza fucata arcuata Sharpe, 1888 — трапляється в Гімалаях та південно-західній та центральній частинах Китаю;
- Emberiza fucata fucata Pallas, 1776 — займає північну частину ареалу;
- Emberiza fucata kuatunensis La Touche, 1925 — мешкає на південному сході Китаю.